# Joseph Alexandre
José María Alexandre, també com Joseph, Alexandre i Aleyxandre (Oriola? (Baix Segura), vers el 1772 - Idem. 4 de juny, 1832), va ser un compositor i mestre de capella espanyol.

## Biografia
Sembla que va néixer a Oriola cap al 1772, però no s'ha pogut confirmar. Segons els seus propis escrits, es va educar musicalment a la Catedral d'Oriola sota el magisteri de Joaquín López.
Les primeres notícies segures que se'n tenen són del 1791, quan va enviar un memorial a la Catedral d'Oriola. El 1796, amb 24 anys, es va presentar sense èxit a les oposicions al magisteri de la Catedral de Granada, que es van realitzar a distància, amb enviament de les composicions. De la documentació i l'edat esmentada s'ha deduït la data de naixement d'Alexandre el 1772. El 28 de març de 1798 va prendre possessió del càrrec de violinista a la Catedral d'Oriola.
El 1806 es va presentar a oposicions per al magisteri de la capella de la Cocatedral de Sant Nicolau de Bari d'Alacant. Alexandre es va enfrontar a Francisco Pérez Guarner, mosso de capella de la Col·legiata de Xàtiva i alumne de José Morata, i José Pacheco, organista de la Basílica de Santa Maria d'Alacant. L'examen va ser dur i els candidats van haver de fer cinc proves: posar música al salm Dòminus regnavit a vuit veus en 48 hores; dirigir una glòria davant de la capella de música; compondre una nadala a vuit veus amb recitat i ària, amb el text Plorant està asseguda; composició d'un baixet a vuit veus; i una prova teòrica de música. El 29 de gener de 1806 els examinadors, Ignacio Rodríguez, mestre de capella de l'església parroquial d'Elx, i Andrés Jover, arpista de la Col·legiata de Sant Nicolau, van donar el primer lloc a José Alexandre, «per veure en les seves obres variació, bon gust, i estar ben coordinades i acabades; a més de comptar la nadala amb una instrumentació brillant, natural i senzilla». El segon lloc va ser per a Francisco Pérez, a qui van qualificar mancat d'experiència per l'edat i les obres d'escassa variació i gust. En tercer lloc van posar José Pacheco, a qui van reprovar a la majoria de les seves composicions. El cabildo municipal es va reunir un dia després, el 30 de gener, i per votació, quatre es van decidir per Francisco Pérez i tres per Alexandre, per la qual cosa Pérez va quedar amb el càrrec.

Alexandre va apel·lar al Consell de Castella a Valladolid, que li va donar la raó. Tot i així ell, plet va ser complicat, amb Alexandre defensant que havia guanyat les oposicions i Pérez defensant que el cabildo ho havia nomenat a ell. A això s'hi unia el fet que l'Alexandre no havia finalitzat un dels exercicis, cosa que li donava avantatge.
| « | "... haurà de tenir Escola pública de Música per a l'ensenyament dels Naturals d'aquesta Ciutat acudint-li amb el salari de Reglament, passant-se a l'intent l'oportuna raó à la Contaduría de Propis i ofici a l'Il·lustre Cabildo Eclesiàstic perquè la reconegui per tal i admeti ús i exercici. Notifiqueu també a Mn. Fco. Perez el citat Superior Despatx, perquè cecé [sic] enel [sic] servei de la significada Plaça i que les despeses ocacionades [sic] en l'oposició à la mateixa que satisfiso deve [sic] recobrar-los d'Alexandre à qui es faci entendre assi." | » |

Actes capitulars de la Col·legiata d'Alacant

Després de l'entrada de les tropes napoleòniques a Espanya el 1808, Alexandre va ingressar a l'exèrcit:
| « | "Complint els seus deures patris, l'any 1808, de trista recordació, en virtut de les terminants ordres de la Junta Suprema de Defensa del Regne contra la invasió francesa, es va allistar a l'exèrcit, sortint l'1 de juny per a Almansa, on es va incorporar a la divisió a què va ser destinat, romanent a les files fins a acabar-se la guerra, si bé obtenint de l'Ajuntament la conservació de la plaça i el pagament del salari per a manteniment d'una germana òrfena que va deixar a Alacant." | » |

Pedrell
Acabada la guerra, Francisco Pérez va esperar que les circumstàncies polítiques li fossin favorables per al 14 de gener de 1811 dirigir-se al Consell de Regència per exposar-li el seu cas, afegint l'arbitrarietat, el despotisme i la intriga de l'antic govern, del que era favorable Alexandre, donant a entendre que havia estat un complot en contra de la seva persona pels enemics del govern. L'ajuntament va respondre a una sol·licitud d'informació del Consell de Regència afirmant que Alexandre havia estat elegit per la parcialitat dels censors i la influència dels seus protectors. El Consell de Regència va decretar el 9 de novembre que es donés el càrrec a Francisco Pérez. Alexandre no es va donar per vençut. El plet va continuar fins a 1819, quan José d'Ayala, Membre de Cambra del Suprem Consell, finalment no va accedir a la reposició d'Alexandre.
Mentrestant, Alexandre es va veure obligat a sol·licitar una plaça de flautista a la Catedral d'Oriola el 1812, obligat a més a suplir el violí o el violoncel. Després de la mort del mestre Joaquín López González, l'1 de novembre de 1815 va ser nomenat mestre de capella de la Catedral d'Oriola, on continuaria en el càrrec fins a la seva mort, el 4 de juny de 1832.

## Obra
José Alexandre va deixar nombrosíssimes composicions a l'arxiu musical de la Catedral d'Oriola, majoritàriament de caràcter religiós. Entre elles es troben tres misses, lamentacions, motets, responsoris, salms i magníficats, nadales. A més va compondre recitats i àries. Entre elles destaquen:
- Hoy se publica en los cielos (1785), nadala a quatre veus, violins, oboès i trompes;
- Qui Manducat (1795), motet a cinc veus, violins, oboès i trompes;
- Miserere (1797), a vuit veus, violins, flautes i trompa;
- Las zagalas de otros años (1798), nadala a sis veus, violins, oboès i trompes;
- Psalmo Lauda Jerusalén (1799), per a solo i cor, amb violins, oboès, trompes i baix;
- Mortales, el remedio (1799), nadala a vuit veus, violins, oboès i trompes;
- Vivientes y ya felices (1800), nadala a sis veus, violins, oboès i trompes;
- Miserere (1803), a vuit veus, violins, oboès i trompes;
- Magnificat (1805), a sis veus, violins, oboès i trompes;
- Al más dichoso día (1805), nadala a sis veus, violins, oboès i trompes;
- Dominus regnavit (1806), salm a vuit veus;
- Porque los niños ignoran (1814), nadala a sis veus, violins i oboès;
- Beatus Nicolás (1817), responsori a cinc veus;
- Hay nuestros pechos (1828), nadala a vuit veus, oboès i trompes;
- Pastores quedito (1830), nadala a cinc veus, violins, oboès i trompes;
- De Torrelodones, sarsuela, de la qual no es coneix el seu parador;[1]
- Viva Cuba española, pasdoble.